# Becklingen War Cemetery
Der Becklingen War Cemetery ist eine Kriegsgräberstätte, die unter Leitung der Commonwealth War Graves Commission erbaut wurde und betreut wird. Dieser Soldatenfriedhof liegt in der Nähe der Ortschaft Wietzendorf im Ortsteil Bockel nördlich von Becklingen direkt an der B 3.

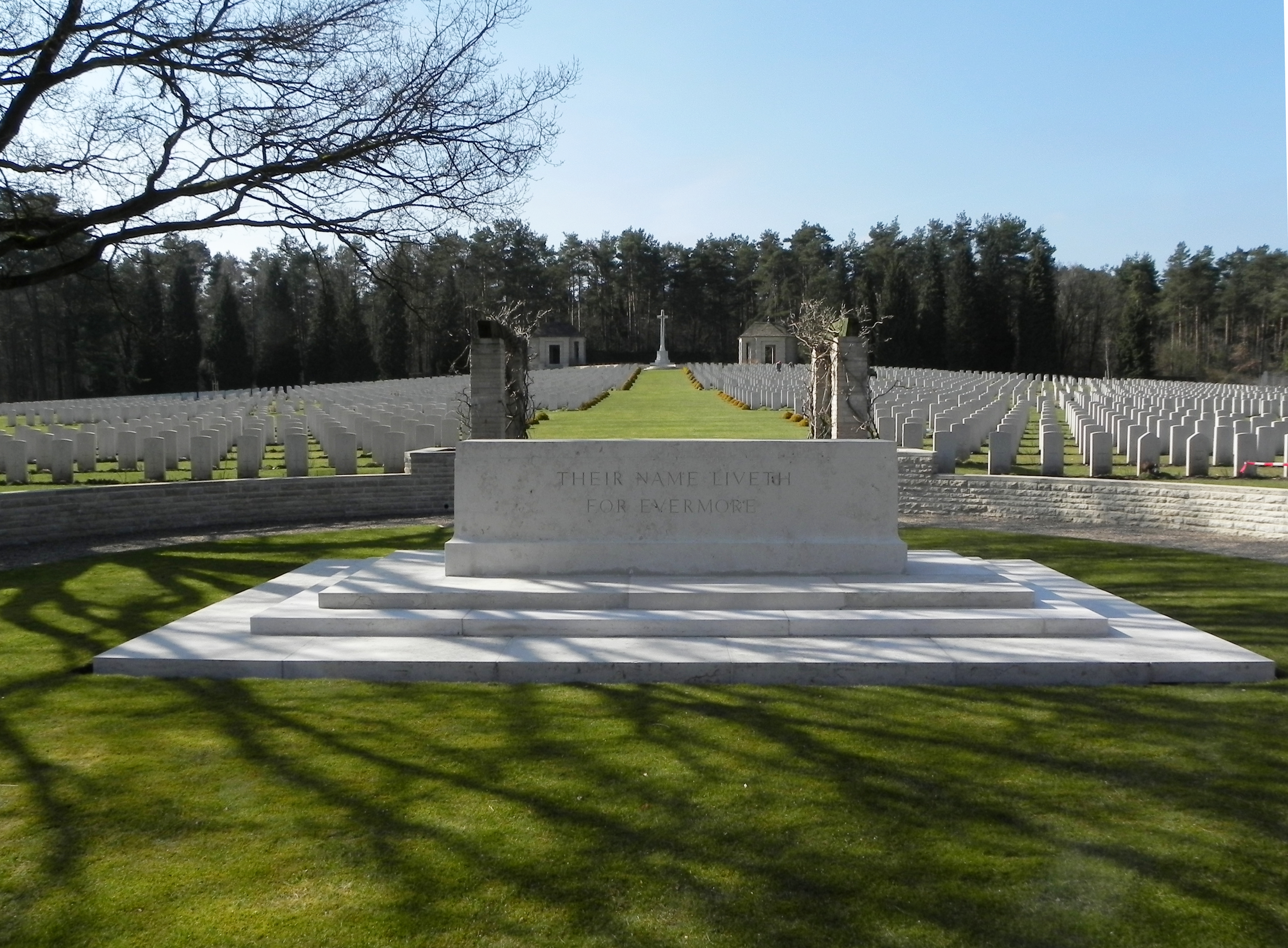
Becklingen War Cemetery – Altarstein mit Inschrift

## Geschichte
Der Commonwealth-Soldatenfriedhof wurde im Jahre 1951 angelegt, die gewählte Lage an einem leichten Hang erlaubt einen Ausblick auf die Lüneburger Heide. Diese Stelle wurde ausgewählt, da sie landschaftlich an den Timeloberg am Ortsrand von Wendisch Evern erinnerte, wo eine deutsche Delegation unter Leitung von Generaladmiral Hans-Georg von Friedeburg im Auftrag vom letzten Reichspräsidenten Karl Dönitz am 4. Mai 1945, im Beisein des britischen Feldmarschalls Bernard Montgomery, die Teilkapitulation der Wehrmacht für Nordwestdeutschland, Dänemark und die Niederlande unterzeichnete.

## Belegung
Auf diesen Zentralfriedhof in der Lüneburger Heide wurden, aus einem Umkreis von ca. 80 km, mehrere kleinere Friedhöfe und Einzelgräber, in denen Gefallene und Kriegsgefangene des Zweiten Weltkrieges bestattet waren, zusammengeführt. Die meisten Opfer stammten aus den letzten zwei Monaten vor Kriegsende. 2086 Briten, 140 Kanadier, 79 Australier, 38 Neuseeländer, 2 Südafrikaner, 1 Grieche, 19 Polen, 5 Russen, 2 Jugoslawen und 29 Personen mit unbekannter Nationalität fanden auf diesem Soldatenfriedhof ihre letzte Ruhestätte.

## Gestaltung
Wie fast alle Kriegsgräberstätten der Commonwealth War Graves Commission unterliegt die Gestaltung einheitlichen Bestimmungen. Der architektonische Entwurf stammt vom britischen Architekten Philip Dalton Hepworth. Demnach bestehen diese Stätten aus zwei zentralen Elementen sowie einer Ehrenhalle, den Grabsteinreihen sowie einer einfachen Bepflanzung.

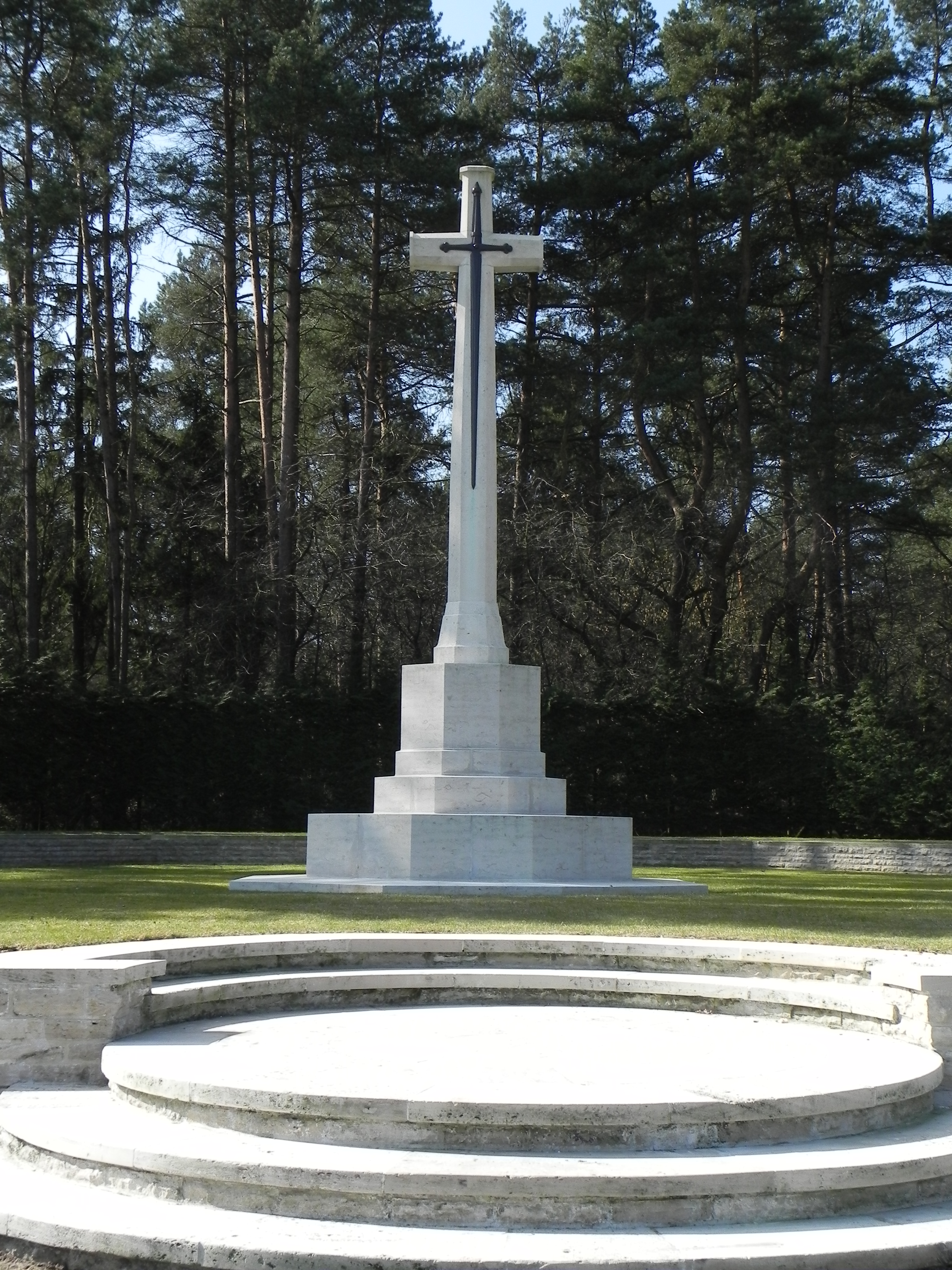
Kreuz mit Schwert

### Zentrale Bauwerke
Das große Cross of Sacrifice, oder Opferkreuz mit dem Kreuzritter-Schwert und der Altarstein sind auf einer Achse ausgerichtet und durch eine breite Grasfläche verbunden. Der Altarstein mit der Aufschrift „Their Name Liveth For Evermore“ wurde auf einem eigens dafür geschaffenen Rundbeet errichtet. Beidseitig des St.-Patrick-Kreuzes befinden sich zwei niedrige Gebäudeteile, in einem wird das Friedhofsregister, das öffentlich zugänglich ist, aufbewahrt.

### Grabsteine
An den rechten und linken Seiten der Grasflächen, die schnurgerade vom Altar zum Hochkreuz verläuft, sind die Grabsteine aufgestellt. Sie sind aus weißem Sandstein und enthalten von oben nach unten gelesen die Inschriften über die Einheit, Namen und Dienstgrad, Religionszugehörigkeit (soweit bekannt) und einen Erinnerungsvers der Angehörigen (falls erwünscht).

### Grünflächen
Die Grabsteine sind ebenerdig und mit kleinen Beeten umrahmt, die gesamte Friedhofsfläche ist mit Rasen angepflanzt, wobei einige einzelne Bäume die Landschaft auflockern. Die Anlage und Bepflanzung mit Sträuchern und Bäumen ist symmetrisch exakt angelegt und zeigt nur wenige Blumen.

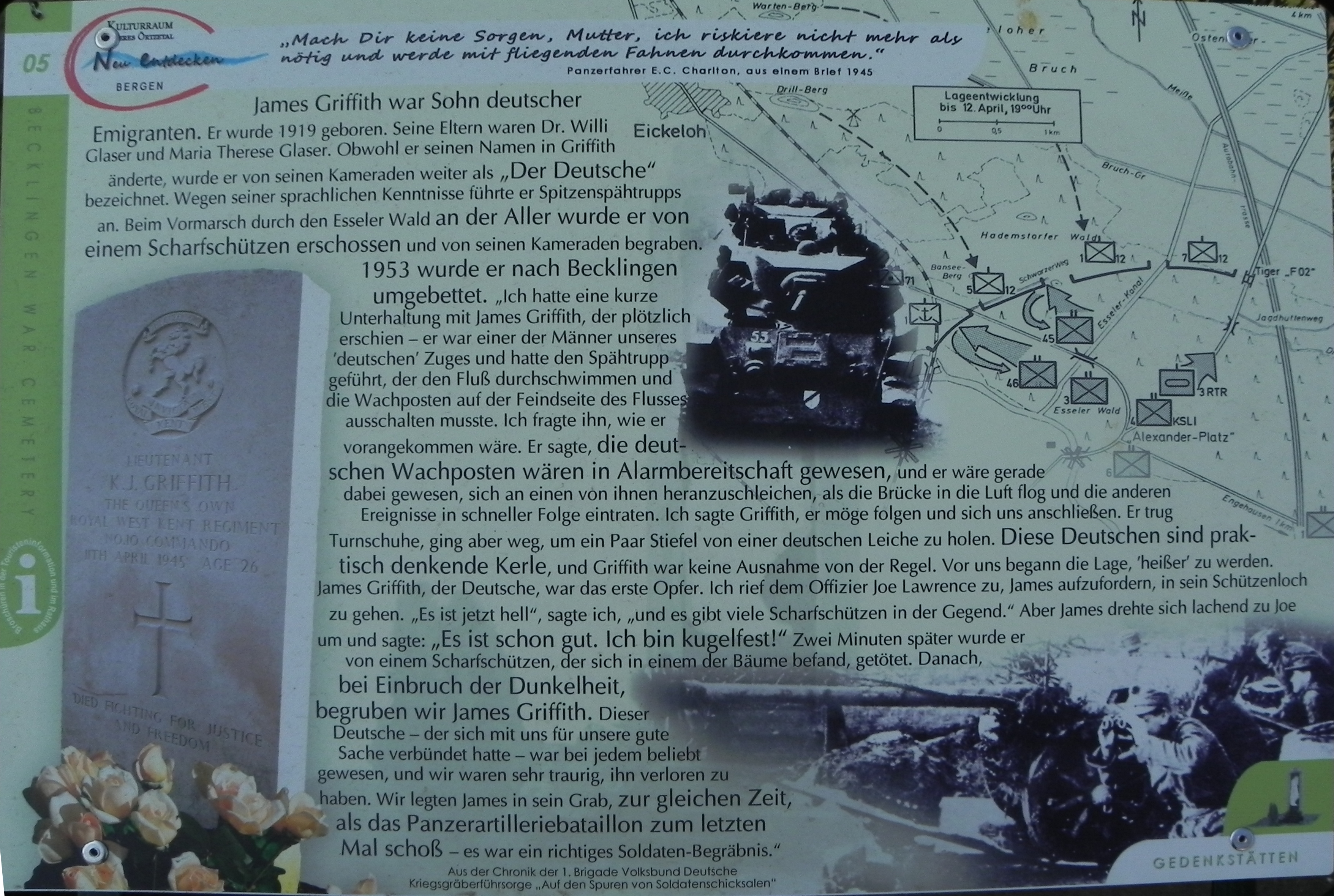
Infotafel mit Schicksal des Lieutenants James Griffith

### Infotafel
Am Eingang des Becklinger Soldatenfriedhofes steht eine Tafel. Hier ist geschildert, wie der an der Stelle begrabene Lieutenant James Griffith im April 1945 zu Tode kam:

„James Griffith war Sohn deutscher Emigranten. Er wurde 1919 geboren. Seine Eltern waren Dr. Willi Glaser und Maria Therese Glaser. Obwohl er seinen Namen in Griffith änderte, wurde er von seinen Kameraden weiter als „Der Deutsche“ bezeichnet. Wegen seiner sprachlichen Kenntnisse führte er Spitzenspähtrupps an. Beim Vormarsch durch den Esseler Wald an der Aller wurde er von einem Scharfschützen erschossen und von seinen Kameraden begraben.
1953 wurde er nach Becklingen umgebettet. „Ich hatte eine kurze Unterhaltung mit James Griffith, der plötzlich erschien – er war einer der Männer unseres „deutschen“ Zuges und hatte den Spähtrupp geführt, der den Fluß durchschwimmen und die Wachposten auf der Feindseite des Flusses ausschalten musste. Ich fragte ihn, wie er vorangekommen wäre. Er sagte, die deutschen Wachposten wären in Alarmbereitschaft gewesen, und er wäre gerade dabei gewesen, sich an einen von ihnen heranzuschleichen, als die Brücke in die Luft flog und die anderen Ereignisse in schneller Folge eintraten. Ich sagte Griffith, er möge folgen und sich uns anschließen. Er trug Turnschuhe, ging aber weg, um ein Paar Stiefel von einer deutschen Leiche zu holen. Diese Deutschen sind praktisch denkende Kerle, und Griffith war keine Ausnahme von der Regel. Vor uns begann die Lage, „heißer“ zu werden. James Griffith, der Deutsche, war das erste Opfer. Ich rief dem Offizier Joe Lawrence zu, James aufzufordern, in sein Schützenloch zu gehen. „Es ist jetzt hell“, sagte ich, „und es gibt viele Scharfschützen in der Gegend.“ Aber James drehte sich lachend zu Joe um und sagte: „Es ist schon gut. Ich bin kugelfest!“ Zwei Minuten später wurde er von einem Scharfschützen, der sich in einem der Bäume befand, getötet.“
Danach, bei Einbruch der Dunkelheit, begruben wir James Griffith. Dieser Deutsche – der sich mit uns für unsere gute Sache verbündet hatte – war bei jedem beliebt gewesen, und wir waren sehr traurig, ihn verloren zu haben. Wir legten James in sein Grab, zur gleichen Zeit, als das Panzerartilleriebataillon zum letzten Mal schoß – es war ein richtiges Soldaten-Begräbnis.
Aus der Chronik der 1. Brigade Volksbund Deutsche
Kriegsgräberführsorge „Auf den Spuren von Soldatenschicksalen““